# Яново (Брестская область)
Яно́во (бел. Янова) — деревня в Барановичском районе Брестской области Беларуси. Входит в состав Великолукского сельсовета. Население — 109 человек (2023).

## Этимология
Согласно топонимическому словарю, в основе именования деревни лежат имена Ян, Януш и близкие к ним, производные от белорусской и польской формы имени Иван.

## География
Расположена в 5 км от центра Барановичей (примыкает к городу с юго-востока) и в 4 км к северу от центра сельсовета, агрогородка Русино.

## История
Впервые упоминается в 1557 году в документах Виленского центрального архива.
С 1921 года — в гмине Ястрембель Барановичского повета Новогрудского воеводства Польши. По переписи 1921 года в колонии Яново числилось 5 жилых зданий, в которых проживало 23 человека (10 мужчин, 13 женщин), из них 18 белорусов и 5 поляков (по вероисповеданию — 18 православных и 5 римских католиков).
С 1939 года — в составе БССР, с конца июня 1941 года до начала июля 1944 года была оккупирована немецко-фашистскими войсками, разрушено 3 дома и убито 4 человека.
В 1940–57 годах — в Новомышском районе Барановичской, с 1954 года Брестской области. Затем район переименован в Барановичский.
В начале XXI века деревня стала интенсивно застраиваться.
В 2012 году часть территории деревни Яново включена в состав города Барановичи.

## Население
По состоянию на 1 января 2023 года в деревне проживало 109 человек в 39 хозяйствах, в том числе 43 моложе трудоспособного возраста, 58 — в трудоспособном возрасте и 8 — старше трудоспособного возраста. 
| Численность населения (по переписи) | Численность населения (по переписи) | Численность населения (по переписи) | Численность населения (по переписи) | Численность населения (по переписи) |
| 1921                                | 1959                                | 1999                                | 2009                                | 2019                                |
| ----------------------------------- | ----------------------------------- | ----------------------------------- | ----------------------------------- | ----------------------------------- |
| 23                                  | ↗99                                 | ↘64                                 | ↘55                                 | ↗75                                 |